# 北宅站 (青岛市)
北宅站位于中华人民共和国山东省青岛市崂山区北宅街道蓬黃线，是青岛地铁11号线的地铁车站。2018年4月23日开通。

## 车站结构
北宅站为高架车站，设2座侧式站台。